# El valle de las mujeres perdidas
El valle de las mujeres perdidas (titulado originalmente en inglés The Vale of Lost Women) es un relato de la serie de aventuras del personaje de espada y brujería Conan el Cimmerio. Fue escrito en 1933 por Robert E. Howard pero no fue publicado en vida del autor, fallecido en 1936, sino que fue publicado por primera vez en la revista The Magazine of Horror en 1967. Está situado en la mítica Era Hiboria y cuenta el rescate de una cautiva mujer ofiria de la tribu Bakalah. La historia ha sido criticada por su racismo y discriminación.

## Trama
La historia comienza con Livia, una mujer blanda y civilizada, prisionera de la tribu de la selva Bakalah, que han capturado y matado a su hermano. Conan pronto aparece como el líder de los Bamulas, una tribu rival, que trata pactar una tregua con sus rivales. Pensando que Conan puede sentir alguna piedad por ella y ayudarla, Livia le pide su ayuda. Cuando Conan se resiste a su propuesta, Livia se ofrece a sí misma como recompensa sexual por rescatarla. Manteniendo su parte del trato, Conan y sus guerreros matan a los Bakalah y su jefe brutalmente después de participar con ellos en una fiesta que dura toda la noche. Pero, cuando Livia ve a Conan empapado en sangre ir hacia la cabaña, pensando que quiere reclamar su recompensa, ella rompe su acuerdo y huye al interior de la selva, a un extraño valle con hermosas flores, habitado por extrañas mujeres de piel marrón con inclinaciones lésbicas. Livia se entusiasma por la belleza misteriosa de las mujeres y aturdida por el olor de las flores alucinógenas no nota que será sacrificada a un demonio. Conan, pronto interfiere de nuevo en su nombre y después de haber luchado y ahuyentado al demonio, Conan le regaña bromeando por haber huido, diciendo que nunca tuvo la intención de obligarla a tener relaciones sexuales, lo que a su juicio habría sido una acción tan condenable  como violarla, con lo que la deja en libertad.
- Datos: Q7771914